# خوان بيدرو دي ميغيل
خوان بيدرو دي ميغيل (بالإسبانية: Juan Pedro de Miguel)‏ هو  لاعب كرة يد إسباني في مركز حارس مرمى، ولد في 13 يناير 1958 في مدريد في إسبانيا، وتوفي في 12 أغسطس 2016 في San Juan Playa ‏ في إسبانيا بسبب نوبة قلبية. لعب مع نادي أتلتيكو مدريد لكرة اليد ونادي أليكانتي لكرة اليد ونادي برشلونة لكرة اليد.

## وصلات خارجية
- خوان بيدرو دي ميغيل على موقع اللجنة الأولمبية الدولية (الإنجليزية)
- خوان بيدرو دي ميغيل على موقع أوليمبيديا (الإنجليزية)